# Ma Zhaoxu
 (avril 2020).
Si vous disposez d'ouvrages ou d'articles de référence ou si vous connaissez des sites web de qualité traitant du thème abordé ici, merci de compléter l'article en donnant les références utiles à sa vérifiabilité et en les liant à la section « Notes et références ».
Ma Zhaoxu (chinois simplifié: 马朝旭; chinois traditionnel: 馬朝旭; pinyin: Mǎ Zhāoxù)(Harbin, septembre 1963) est un diplomate et homme politique chinois.

## Biographie
Il a été ambassadeur de Chine en Australie, porte-parole du ministère des Affaires étrangères de la République populaire de Chine, ainsi que directeur général de son département de l'information.
De janvier 2018 à juillet 2019 il a été représentant permanent de la Chine auprès des Nations unies (ONU) à New York.
Il occupe le poste de vice-ministre des Affaires étrangères depuis le 15 juillet 2019.